# FNI
Fondul Național de Investiții (FNI), firmă înfiintată în 1996 de SOV Invest ce a funcționat ca joc piramidal, ducând la pagubirea unui număr de aproximativ 318.000 de "investitori".

## Înființarea Fondului Național de Investiții (FNI)
La data de 3 iulie 1995 este înființată și înregistrată în municipiul Constanța, de către afaceristul Sorin Ovidiu Vîntu firma SOV INVEST SA, cu sediul social pe Bulevardul Mamaia la numărul 288. SOV INVEST specializată în administrarea fondurilor mutuale avea ca acționar pe Sorin Ovidiu Vîntu prin intermediul Societatea Generală de Investiții SRL cu 80% din capital.
Fondul Național de Investiții (FNI) a fost constituit prin Contractul de Societate Civilă din 17 august 1995, încheiat între Societatea Generală de Investiții SRL București reprezentată de Gheorghe Negură, Fondul Proprietății Private ll Moldova din Bacău reprezentat de Ion Andrei zis Niki, societatea Latina Plastic SA reprezentată de Mircea Ionescu Muscel-Ianculescu și societatea Arcasrom SA reprezentată de Mircea Costescu, fiecare parte subscriind câte 2,5 milioane de lei (ROL).
Cu un capital de 100 de milioane de lei (ROL) depus la Banca Agricolă SA, obiectul principal de activitate al SOV Invest a fost încă de la înființare “Administrarea Fondului Mutual – Fondul Național de Investiții” iar funcțiile de conducere au fost ocupate de: Ion Andrei - președinte, Petrescu Marian - vicepreședinte și Lotreanu Șerban - vicepreședinte, aceștia fiind numiți de Sorin Ovidiu Vîntu în cadrul Adunării Generale din 17 august 1995.
Pentru supravegherea activității FNI, societatea SOV INVEST a avut în perioada 1995-1999 contracte de verificare și certificare a raportului anual al Fondului Național de Investiții  cu  cenzorii externi independenți Grosoiu Apostol pentru exercițiul financiar al anilor 1996-1997, și Andrei Marius pentru exercițiul financiar al anilor 1998 și 1999.
Pe 15 septembrie 1995, Comisia Națională a Valorilor Mobiliare (CNVM) a autorizat funcționarea FNI, care avea ca obiect de activitate “mobilizarea economiilor bănești ale membrilor săi și plasarea comună a acestora, în condiții de profitabilitate superioară a plasamentelor individuale pe piața monetară și de capital românească și internațională”.

## Finanțare de la Bancorex
În anul 1996, Societatea Generală de Investiții (acționarul majoritar al FNI) controlată de Sorin Ovidiu Vîntu și Gheorghe Negură, a primit un credit de la Bancorex în valoare de 3.007.967 de dolari. Împrumutul a fost garantat cu cinci bilete la ordin avalizate de FPP 2 Moldova (actualul SIF 2 Moldova) – instituția financiara fiind condusă atunci de Corneliu Iacobov și Ion Andrei zis Niki. În anul 2006 datoria de 3 milioane de dolari figura încă ca neachitată în scriptele AVAS (Autoritatea pentru Valorificarea Activelor Statului).

## FNI preluat de Ioana Maria Vlas
În 1997 Sorin Ovidiu Vîntu vinde participația sa la Fondul Național de Investiții “specialistei” Ioana Maria Vlas. Despre această tranzacție SOV a declarat: "Aveam două opțiuni atunci, să-l vând sau să-l închid. Am găsit client, l-am vândut. Era normal".

## Depozitele de la FNI garantate de CEC
În anul 1997 economistul Camenco Petrovici ocupa funcția de director economic la Primăria Generală a Bucureștiului, perioadă în care prin biroul primarului general s-a perindat și juristul Victor Ciorbea susținut de formațiunea politică Convenția Democrată Română (CDR). După ce Victor Ciorbea a fost numit prim-ministru, în martie 1997, Constantin Teculescu este înlocuit de la conducerea CEC-ului cu Camenco Petrovici susținut de Radu Vasile. La momentul respectiv funcția de președinte al CEC a fost negociată, conform algoritmului, la nivelul partidelor din Coaliție. Radu Vasile, pe atunci secretar general al partidului, a fost unul dintre cei doi negociatori țărăniști care l-au "înfipt" pe Camenco în fotoliul de președinte al CEC.
Ulterior Ioana Maria Vlas semnează cu Camenco Petrovici un contract prin care CEC garanta fondurile investite în Fondul Național de Investiții contra unei contribuții lunare în valoare de 5 miliarde de lei (ROL).
În aceste împrejurări favorizante, Fondul Național de Investiții a atras un număr mare de investitori prin dobînzile mari practicate la depozite, acestea depășind de 3-4 ori media dobînzilor bancare cît și prin contractul semnat de CEC (CEC) de garantare a depozitelor făcute la FNI. Prin contractul de garantare amintit, CEC se angaja ca în cazul falimentului Fondului Național de Investiții să despagubească investitorii acestuia cu suma depusă inițial.

## Prăbușirea FNI
În cursul lunii Aprilie 2000, apar primele semnale negative legate de întârzierile survenite în cadrul retragerii unor sume mari de bani din FNI. Imposibilitatea efectuării unor plăți la sucursala FNI din Cluj declanșează primele semne de panică în rândul investitorilor. Poliția Economică și Procuratura se autosesizează și în data de 16 mai 2000, Ioana Maria Vlas este chemată în mod oficial la sediul Poliției București pentru a da explicații cu privire la soarta banilor depuși la fondurile FNI și FNA.
Imediat după declanșarea anchetelor Ioana Maria Vlas fuge în Israel, la Tel Aviv iar la scurt timp, Nicolae Popa directorul Gelsor pleacă și el în Indonezia la Jakarta.
La data prabușirii FNI, 24 mai 2000, existau aproximativ 318.000 de investitori dintre care aproape o treime plasîndu-și investițiile in ultimele 12 luni de existența a Fondului.

## Arestarea și condamnarea Ioanei Maria Vlas
După 3 ani de zile, în cele din urmă Ioana Maria Vlas s-a predat pe data de 27 martie 2003 autorităților române. Ea a sosit direct de la Tel Aviv la București la bordul unei curse aeriene de linie. Este arestată preventiv fiind anchetată pentru prăbușirea Fondului Național de Investiții și Fondului Național de Acumulare (FNA).
În final, în 2009, Ioana Maria Vlas a fost condamnată definitiv la 10 ani de închisoare în Dosarul FNI și la 8 ani de închisoare în Dosarul FNA. Pe data de 20 octombrie 2010, Tribunalul Prahova a admis cererea de eliberarea condiționată a Ioanei Maria Vlas (atunci în vârstă de 66 de ani), după ce judecătorii au respins recursul procurorilor Parchetului Judecătoriei Ploiești care ceruseră menținerea stării de arest. După eliberarea din penitenciar Ioana Maria Vlas și-a recunoscut vina și implicare în prăbușirea Fondului Național de Investiții dar a susținut că principalul artizan a fost încă de la început Sorin Ovidiu Vîntu.